# روكسان هارت
روكسان هارت (بالإنجليزية: Roxanne Hart)‏ (و. 1952 – م) هي ممثلة تلفزيونية، وممثلة أفلام، وممثلة، وممثلة مسرحية من الولايات المتحدة الأمريكية . ولدت في ترنتون، نيوجيرسي.

## روابط خارجية
- روكسان هارت على موقع IMDb (الإنجليزية)
- روكسان هارت على موقع ألو سيني (الفرنسية)
- روكسان هارت على موقع ميوزك برينز (الإنجليزية)
- روكسان هارت على موقع أول موفي (الإنجليزية)
- روكسان هارت على موقع قاعدة بيانات برودواي على الإنترنت (الإنجليزية)
- روكسان هارت على موقع قاعدة بيانات الأفلام السويدية (السويدية)
- روكسان هارت على موقع إن إن دي بي (الإنجليزية)
- روكسان هارت على موقع قاعدة بيانات الفيلم (الإنجليزية)
- روكسان هارت على موقع كينوبويسك (الروسية)